# Église Saint-Martin de Sancey-l'Église
Pour les articles homonymes, voir Église Saint-Martin.
L’église Saint-Martin de Sancey-le-Grand est une église, protégée des monuments historiques, située à Sancey-le-Grand dans le département français du Doubs.

## Histoire
L'église date du XVe siècle et est remaniée aux XVIe et XIXe siècles.
L'église est inscrite au titre des monuments historiques depuis 8 juin 1926

## Rattachement
L'église fait partie de la paroisse de Sancey-Belleherbe qui est rattachée au diocèse de Besançon.

## Architecture
Le clocher de l'église présente un dôme à impériale typiquement comtois.

## Mobilier
L'église possède plusieurs retables, inscrits à titre objet des monuments historiques : retable et tableau représentant le baptême du Christ, retable et tableau représentant la mort de saint Joseph, retable et tableau représentant la rencontre de Jésus et de saint Jean Baptiste, ainsi que d'autres retables,.